# Tauț
Tauț là một xã thuộc hạt Arad, România. Dân số thời điểm năm 2002 là 2175 người.